# SPACIX
SPACIX est un jeu de cartes à collectionner, sorti en 1996 en Belgique et aux Pays-Bas, et dont les cartes étaient contenues dans des paquets de barres chocolatées (Mars, Bounty, M&M's, Snickers, Milky Way...) mais aussi dans des paquets de céréales Kellogg's et des boissons gazeuses Coca-Cola. Founded by Yves Van Lent. Les cartes représentaient différents personnages de différentes planètes (12 personnages par planète, 6 personnages masculins et 6 féminins) auxquels étaient alloués les attributs suivants : vitesse, attaque, défense et intelligence. Ces cartes avaient la particularité d'être des hologrammes,,.

## Noms des planètes représentées dans le jeu
- ALPINIA
- ARENA
- ATLANTIDA
- AZURA (Nivea)
- COLORIA (M&Ms)
- COMETA (Milky Way)
- CORALIA (Bounty)
- DINOSAURIA (Het Volk)
- CREATIVA
- CUPIDA (Coca Cola Light)
- ENERGA (Mars)[4]
- EXOTICA (Bounty)
- EXPLORIA (Het Volk)
- FESTIVA (Anco)
- FOOTIA (Snickers)
- FRUXIA (Minute Maid)
- FUGUA (Twix)
- INSECTA
- MAGICA (Milky Way)
- MELODIA (Twix)
- MOOVIA (Peugeot)
- MUSICA (Coca Cola)
- NUTRIA (Kellogg's)
- PYRAMIDA (McDonald's)
- ROBOTICA
- SOLARA (Coca Cola)
- SPORTIA (Snickers)
- SUPERIA (Kellogg's)
- TITANIA (Mars)
- URBANA (Fanta + Sprite)
- VITALIA (Kellogg's)
- VOLTAGA (Fanta)